# Eulychnia
Eulychnia Phil. è un genere di piante succulente della famiglia delle Cactacee.

## Tassonomia
Il genere comprende le seguenti specie:
- Eulychnia acida Phil.
- Eulychnia breviflora Phil.
- Eulychnia castanea Phil.
- Eulychnia chorosensis P.Klaassen
- Eulychnia iquiquensis (K.Schum.) Britton & Rose
- Eulychnia ritteri Cullmann
- Eulychnia taltalensis (F.Ritter) Hoxey
- Eulychnia vallenarensis P.C.Guerrero & Helmut Walter